# ホース・ガーズ

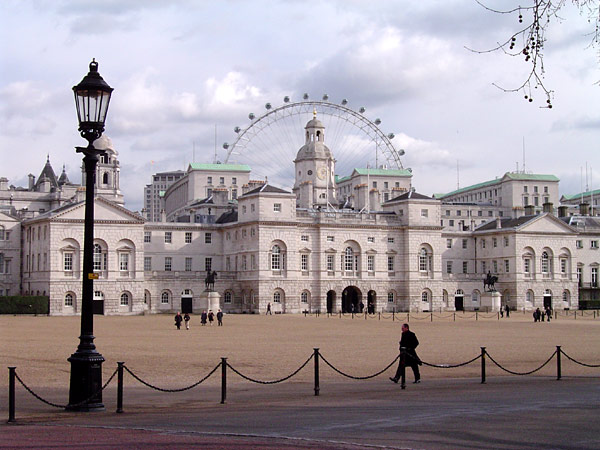
ホース・ガーズ・パレード越しに見るホース・ガーズ

ホース・ガーズ（Horse Guards）はロンドンのホワイトホールとホース・ガーズ・パレードの間に存在するパラディオ様式の建物。ウィリアム・ケントの設計を基にして、彼の死後1750年から1753年に掛けてジョン・ヴァーディが完成させた。1698年の火災で焼失した旧ホワイトホール宮殿内の馬上槍試合場付属の衛兵詰所（guard house）が起源である。宮殿の傾斜庭はホース・ガーズ・パレードとして利用されている。
建物は1872年以前は英陸軍の参謀本部として、さらに1904年までは英陸軍最高司令官の司令部として使用されていた。現在はイギリス軍におけるロンドン管区および王室騎兵隊の司令官が本部として用いている。セント・ジェームズ宮殿からセント・ジェームズ・パークを経由して外部へと出入りする入り口であるが、イギリス王室の構成員のみが中央門の使用を許されている。
現在ホース・ガーズは常に王室騎兵乗馬連隊又は王立騎馬砲兵・国王中隊によって警備されている。ホワイトホール宮殿のバンケティング・ハウスのあるホワイトホールに面した建物入り口では午前10時から午後4時までは乗馬した騎兵が一時間ごとに交代する様子を見ることができるため、ロンドンにおける観光名所の1つとなっている。

ホース・ガーズの衛兵
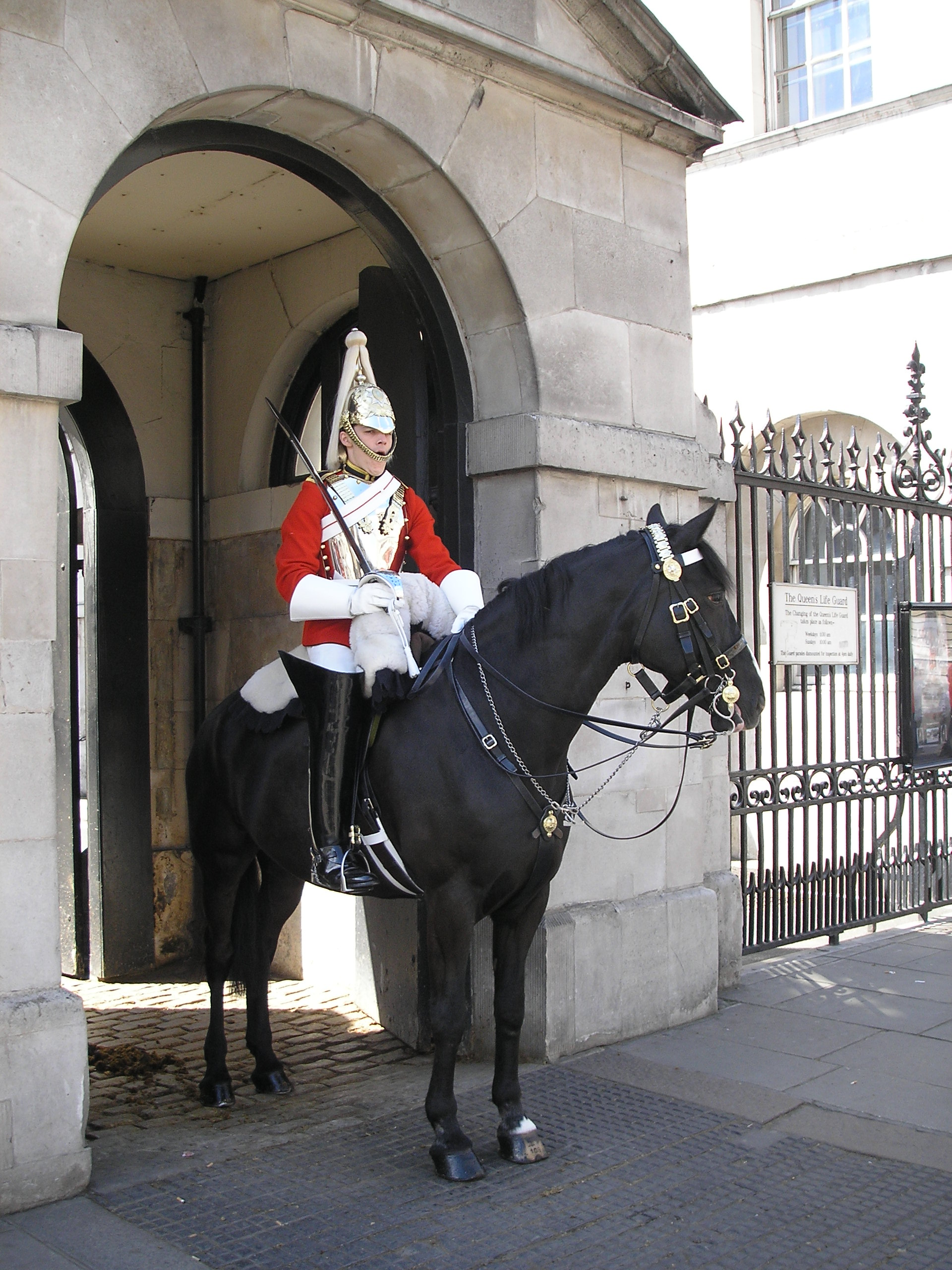
ライフガーズ。
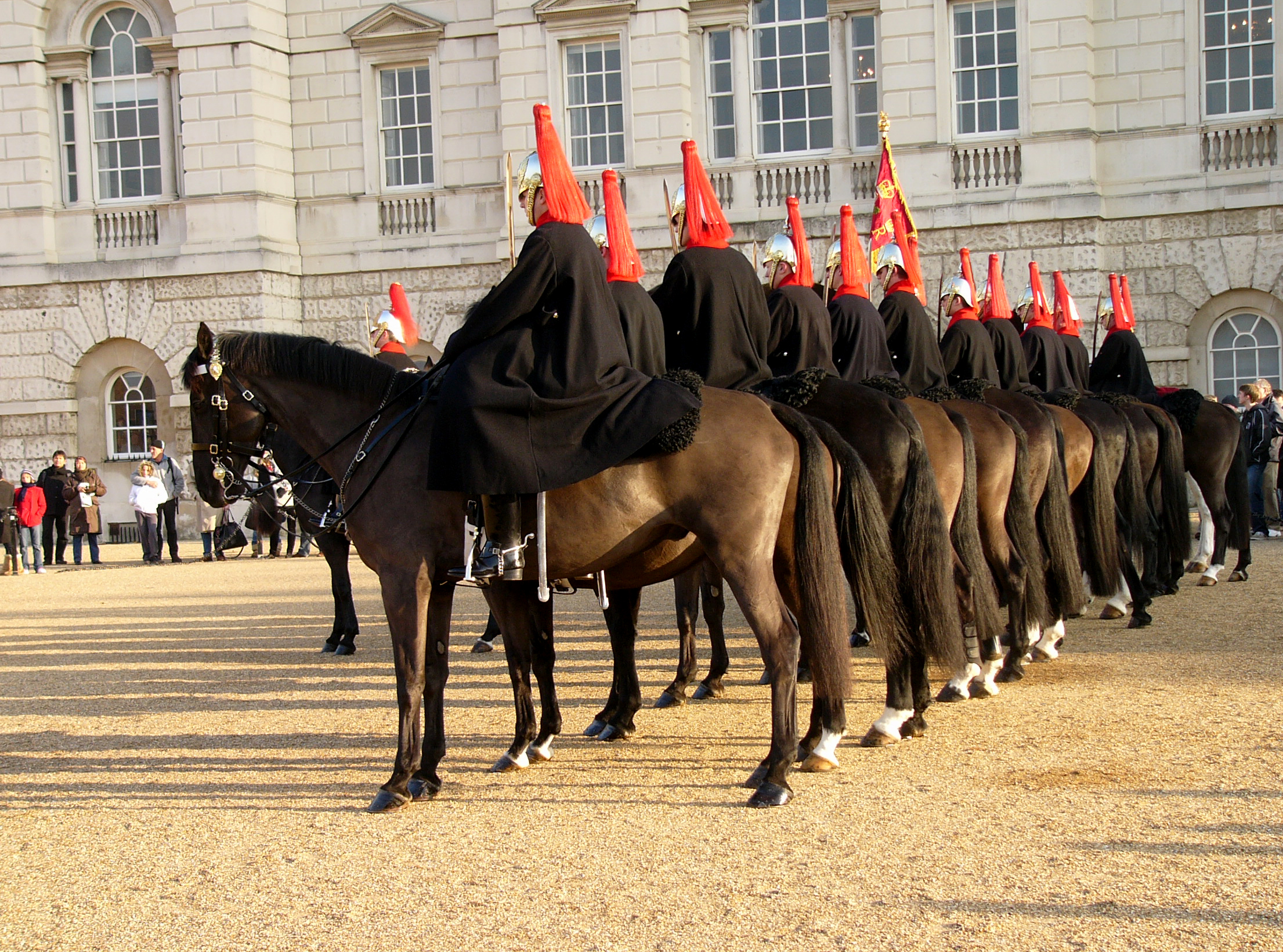
交代式中のブルーズ・アンド・ロイヤルズ。
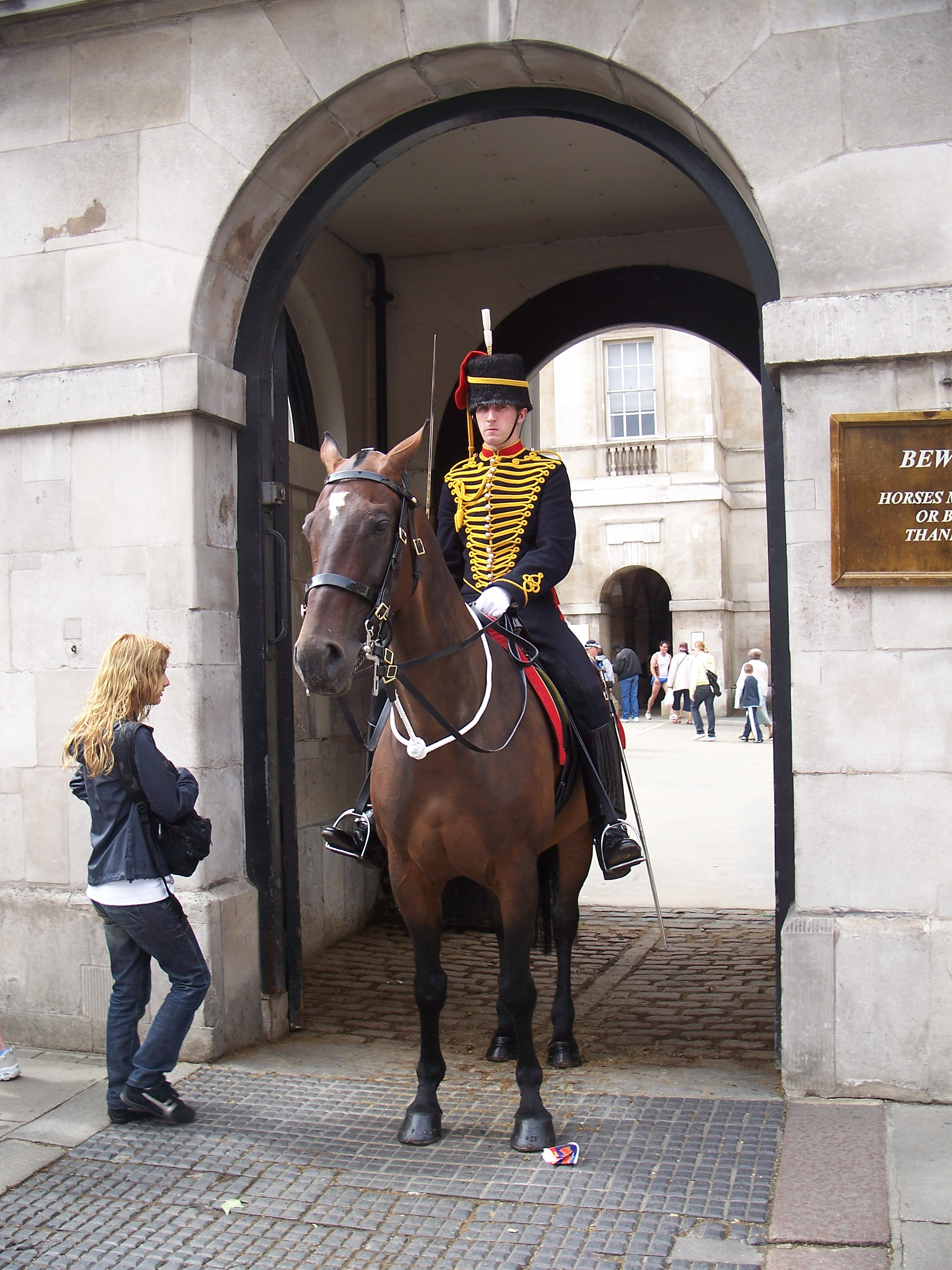
王立騎馬砲兵・国王中隊。